# Los Alegres de la Sierra
Los Alegres de la Sierra, souvent abrégé sous la forme Alegres de la Sierra est un groupe de Musique régionale mexicaine de style Sierreño qui a été  créé le 5 août 1995 à San Blas, une bourgade de la Municipalité de El Fuerte (es), dans l'état de Sinaloa par quatre frères.

## Membres
- Alberto Guerrero López - accordéon[1],[note 1],[2].
- Guillermo Guerrero López - basse[1],[2].
- Inocente "Chente" Guerrero López - Guitare et voix[1],[2].
- Manuel Guerrero López - Guitare et voix[1],[2].

## Sources
- (en) « Letras de canciones de Los Alegres de la Sierra », sur cancioneros.com (consulté le 4 septembre 2021).
- (es) Erick Cuesta, « Los Alegres de la Sierra – Biografía », sur SAPS Grupero, Tuxtla Gutiérrez, Chiapas, México, SAPS Grupero, 17 mars 2020.